# Championnats d'Afrique de cross-country
Les championnats d'Afrique de cross-country sont une compétition biennale organisé pour la première fois en 2011 sous l'égide de la Confédération africaine d'athlétisme (CAA). Une première édition avait déjà eu lieu en 1985 mais depuis aucune édition n'avait été organisée.

## Histoire
La toute première édition a lieu le 16 février 1985 à Nairobi, au Kenya et presque tous les médaillés sont originaires du pays hôte.
La compétition est abandonnée jusqu'en 2011 à la suite de la décision de l'IAAF de programmer les Championnats du monde de cross-country tous les deux ans à partir de 2011.

## Éditions
| Édition | Année | Date            | Lieu     |
| ------- | ----- | --------------- | -------- |
| -       | 1985  | 16 février 1985 | Nairobi  |
| 1re     | 2011  | 6 mars 2011     | Le Cap   |
| 2e      | 2012  | 18 mars 2012    | Le Cap   |
| 3e      | 2014  | 18 mars 2014    | Kampala  |
| 4e      | 2016  | 12 mars 2016    | Yaoundé  |
| 5e      | 2018  | 17 mars 2018    | Chlef    |
| 6e      | 2024  | 25 février 2024 | Hammamet |

## Vainqueurs seniors
| Année | Hommes               | Par équipes (hommes) | Femmes             | Par équipes (femmes) | Relais mixte |
| ----- | -------------------- | -------------------- | ------------------ | -------------------- | ------------ |
| 1985  | Paul Kipkoech        | Kenya                | Hellen Kimaiyo     | Kenya                | non disputé  |
| 2011  | John Mwangangi       | Kenya                | Mercy Cherono      | Kenya                | non disputé  |
| 2012  | Clement Langat       | Kenya                | Joyce Chepkirui    | Kenya                | non disputé  |
| 2014  | Leonard Barsoton     | Kenya                | Faith Kipyegon     | Kenya                | non disputé  |
| 2016  | James Rungaru        | Kenya                | Alice Aprot        | Kenya                | non disputé  |
| 2018  | Alfred Barkach       | Kenya                | Celliphine Chespol | Kenya                | Éthiopie     |
| 2024  | Vincent Kibet Langat | Kenya                | Cintia Chepngeno   | Kenya                | Kenya        |